# داء ستيل البادئ في البالغين
داء ستيل البادئ في البالغين (بالإنجليزية: Adult-onset Still's disease ومختصره AOSD)‏ هو مرض التهابي شامل نادر يمتاز بثلاثية من الحمى وألم مفصلي وطفح بقعي حطاطي ذو لون سلموني واضح. يعد المرض مرضا مشخصا بالاستبعاد. قد ترتفع مستويات الفيريتين في الدم، وهو بروتين مسؤول عن الارتباط بالحديد.
يظهر داء ستيل البادئ في البالغين بأسلوب مشابه للأمراض الالتهابية الأخرى وأمراض المناعة الذاتية والتي يجب أن يؤكد عدم وجودها قبل تأكيد الإصابة بهذا المرض. قد يكون التوقع بسير المرض إيجابيا لكن ظهور تأثيرات للمرض في الرئتين والقلب والكليتين قد تؤدي أحيانا إلى مضاعفات شديدة تهدد الحياة.
يعالج المريض بأحد الستيرويدات مثل بريدنيزون. وتعد الأدوية التي تضاد إنترلوكين 1 بيتا فعالة أيضا في العلاج.

## الأعراض والعلامات
من أعراض هذا المرض ألم مفصلي وحمى شديدة وطفح بلون وردي سلموني وضخامة الكبد والطحال وتضخم العقد اللمفية وكثرة الكريات البيض.
عادة ما تكون فحوص عامل الروماتويد وأضداد النوى سلبية بينما مستوى الفيريتين مرتفع. عادة ما تسجل حالات التعب الشديد وتضخم العقد اللمفية في المرضى الذين يعانون من نشاط داء ستيل بالإضافة لتجمع السوائل في الرئتين والقلب لكن بشكل أقل. كما يؤدي هذه المرض في بعض الحالات النادرة إلى التهاب السحايا العقيم والصمم العصبي الحسي.

## الفسلجة المرضية
سبب داء ستيل البادئ في البالغين غير معلوم، لكن يبدو أن لإنترلوكين 1 دور فيه، فقد ظهر أن الأدوية المضادة لإنترلوكين 1 بيتا (مثل آناكينرا) فعالة في العلاج. مستويات إنترلوكين 18 مرتفعة أيضا.

## التشخيص
يعتمد التشخيص على الفحص السريري وليس على الفحوص المصلية. ابتكرت سبعة أنواع من المعايير التشخيصية على الأقل، وتعد معايير ياماغوتشي الأعلى حساسية. يحتاج التشخيص إلى خمسة خصائص على الأقل، يجب أن تكون اثنان منها على الأقل من المعايير الرئيسية.
| المعايير الرئيسية                                                                              | المعايير الثانوية                       |
| ---------------------------------------------------------------------------------------------- | --------------------------------------- |
| حمى ترتفع أكثر من 39 °C لمدة أسبوع على الأقل                                                   | التهاب الحلق                            |
| ألم مفصلي أو التهاب المفاصل لمدة أسبوعين على الأقل                                             | تضخم الغدد اللمفاوية                    |
| طفح سلموني اللون بدون حكة (عادة ما يكون على الجذع أو الأطراف وخاصة أثناء ارتفاع درجات الحرارة) | تضخم الكبد أو تضخم الطحال               |
| كثرة الكريات البيض (10000/مايكرولتر أو أكثر)، مع غلبة بالخلايا المحببة                         | نتائج غير طبيعية لاختبارات وظائف الكبد  |
|                                                                                                | فحوص عامل الروماتويد وأضداد النوى سلبية |

## العلاج
قسمت مجموعة من 21 مريضا مصابين بداء ستيل إلى 4 مجموعات حسب الأنماط السريرية وهي:
- مرض شامل أحادي الدورة
- مرض شامل متعدد الدورة
- مرض شامل أحادي الدورة مفصلي مزمن
- مرض شامل متعدد الدورة مفصلي مزمن

وقد كان المرض المفصلي المزمن والمرض متعدد المفاصل الأكثر خطرا في حدوث العجز بسبب التهاب المفاصل.
يعالج داء ستيل البادئ في البالغين باستعمال الأدوية المضادة للالتهاب. تستعمل الستيرويدات، مثل بريدنيزون، لعلاج الأعراض الشديدة. من الأدوية الأخرى شائعة الاستعمال هيدروكسي كلوروكوين وبنيسيلامين وآزاثيوبرين وميثوتركسيت وإيتانرسبت وآناكينرا وسيكلوفوسفاميد وأداليموماب وريتوكسيماب وإنفليكسيماب.
هناك أدوية حديثة تستهدف إنترلوكين 1 وخصوصا إنترلوكين 1 بيتا. أظهرت دراسات سريرية أن مجموعة من 12 مريضا عولجوا بآناكينرا كانت استجابتهم أحسن من 10 مرضى عولجوا بالأدوية المضادة للروماتويد والمعدلة لسير المرض. ومن الأدوية الأخرى المضادة لإنترلوكين 1 بيتا كاناكينوماب وريلوناسيبت.
يصنف داء ستيل البادئ في اليافعين حاليا ضمن الالتهاب المفصلي الروماتويدي اليفعي. رغم ذلك، فإن بعض الأدلة تذكر بأنهما مرضين متقاربين.

## الانتشار
إن داء ستيل البادئ في البالغين مرض نادر وقد سجلت حالات منه في كل العالم. تقدر عدد الحالات الجديدة السنوية من المرض بحدود 0.16 حالة جديدة لكل 100000 من السكان. أما انتشار المرض بنسبة 1.5 لكل مائة ألف إلى مليون شخص. يحدث المرض في فترات عمرية مختلفة، لكن يبدو أن للمرض توزيعا عمريا ذو منوالين، حيث أن أعلى نسبة وقوع لها قمتين، الأولى في فترة 15 إلى 25 عام والثانية في فترة 36 إلى 46 عام.

## التاريخ
يحمل داء ستيل البادئ في البالغين اسم الطبيب الإنكليزي جورج فريدريك ستيل (1861–1941). ويعد إريك بايواترز أول من ميز المرض في عام 1971.